# Албрехт I фон Хиршхорн
Албрехт I фон Хиршхорн (на немски: Albrecht I von Hirschhorn; † пр. 1329) е благородник от род Хиршхорн на Некар в Хесен, пфандхер на замък Харфенбург в Харфенберг в Хедесбах и рицар.

## Произход и наследство
Той е син на Йохан I фон Хиршхорн († сл. 1283) и съпругата му Гертрауд (Герхус) фон Геминген († сл. 1304), дъщеря на Албрехт фон Геминген († сл. 1283) и Гертруд фон Найперг. Внук е на фон Харфенберг и правнук на Блигер III фон Щайнах-Харфенберг († 1228), наричан нобилес де Харфенберг, който е син на минезингер Блигер фон Щайнах († сл. 1209). Майка му се омъжва втори път за Валтер фон Далхайм. Брат е на Ханс II фон Хиршхорн († сл. 1310) и на рицар Конрад I фон Хиршхорн, наричан Ринд († сл. 1329).
Албрехт I фон Хиршхорн получава през 1314 г. от херцог и пфалцграф Рудолф I фон Пфалц като пфанд замък Харфенбург в Хедесбах. Синът му Енгелхард I фон Хиршхорн дава пари на заем на множество господари и получава от тях имоти, пфалцграф Рупрехт I също му дава множество селища.
Фамилията фон Хиршхорн измира по мъжка линия през 1632 г.

## Фамилия
Албрехт I фон Хиршхорн се жени пр. 27 октомври 1310 г. за Кунигунда фон Лисберг († сл. 27 октомври 1342), внучка на Херман I фон Лисберг († сл. 1266), дъщеря на Валтер I фон Лисберг († 1297) и Елизабет фон Батенберг († 1300), дъщеря на граф Видукинд II фон Батенберг († сл. 1291) и Елизабет фон Вайлнау († сл. 1291). Те имат четирима сина:
- Еберхард I фон Хиршхорн († 16 юни 1361), господар на Линденберг, пфандхер на Некарау, Щаркенбург, Бенсхайм, Хепенхайм и Бург Рейнхаузен, господар на Бебенбург, женен за Елизабет фон Шауенбург († сл. 1374), дъщеря на Хайнрих II фон Шауенбург († сл. 1315) и Маргарета фон Бебенбург
- Йохан III фон Хиршхорн († сл. 1345), женен пр. 11 ноември 1329 г. за Гуда фон Ментцинген († сл. 1344)
- Еберхард фон Хиршхорн († 19 юни 1371, Майнц)
- Херман фон Хиршхорн († сл. 1342)

Вдовицата му Кунигунда фон Лизберг се омъжва втори път пр. 27 октомври 1342 г. за Еберхард III фон Разенберг († ок. 1363).